# Mercedes-Benz G4
La Mercedes-Benz G4 è una vettura realizzata dalla Mercedes-Benz nel 1934.

## Sviluppo
Il veicolo venne sviluppato dalla casa tedesca per applicare ad una berlina di lusso le caratteristiche di mobilità di un fuoristrada. Ne furono prodotti 57 esemplari, di cui oggi pare ne siano sopravvissuti pochissimi, esposti in musei, rimesse di capi di stato e ad uso cinematografico

## Tecnica
Come propulsore venne scelto il Daimler-Benz M24 5.4 8 cilindri in linea dalla potenza da 100 cv abbinato ad un cambio manuale a 4 rapporti con trazione 6x4,  riprendendo uno schema di trazione tipico di alcuni autoveicoli semicingolati esistenti già nel primo conflitto mondiale. Ciò permetteva il raggiungimento di una velocità massima di 68 km/h.
Per migliorare le prestazioni sui terreni sconnessi, il G4 venne dotato di tre assali per un totale di sei ruote. Le sospensioni erano tutte su assale rigido e ammortizzatori semi-ellittici, e la trazione su entrambi gli assali posteriori.  L'impianto frenante era costituito da freni idraulici.